# The Luzhin Defence
The Luzhin Defence (O Último Lance – pt: ) é um filme britânico e francês de 2000, do gênero drama, dirigido por Marleen Gorris e baseado em romance A Defesa, de Vladimir Nabokov.

## Sinopse
Alexandre Luzhin é um grande mestre do xadrez que, no final da década de 1920, vai para a Itália para a disputa mais importante de sua vida. Desde a infância ele usa seu talento para o xadrez como fuga de uma vida familiar tumultuada. De temperamento recluso, nada o interessa além do tabuleiro. No entanto, nos dias que antecedem a competição, ele conhece Natalia Katarov, cuja mãe quer que ela fique noiva do Conde Jean de Stassard. Porém, Natalia fica fascinada pela genialidade e excentricidade do enxadrista que, com o romance, passa a vivenciar uma nova realidade.

## Elenco
- John Turturro .... Aleksandr Ivanovich 'Sascha' Luzhin
- Emily Watson .... Natalia Katkov
- Geraldine James .... Vera (mãe de Natalia)
- Stuart Wilson .... Leo Valentinov
- Christopher Thompson .... conde Jean de Stassard
- Fabio Sartor .... doutor Salvatore Turati
- Peter Blythe .... Ilya
- Orla Brady .... tia Anna
- Mark Tandy .... pai de Luzhin
- Kelly Hunter .... mãe de Luzhin
- Alexander Hunting .... jovem Aleksandr Luzhin
- Luigi Petrucci .... Santucci

## Recepção
O Metacritic, que usa uma média ponderada, atribuiu ao filme uma pontuação de 64 em 100, baseado em 26 críticos, indicando críticas "geralmente favoráveis".

## Principais prêmios e indicações
British Independent Film Awards 2000 (Reino Unido)
- Indicado na categoria de Melhor Atriz (Emily Watson).

London Critics Circle Film Awards 2001 (Reino Unido)
- Indicado na categoria de Melhor Atriz do Ano (Emily Watson).

Festival International du Film de Cinéma et de Télévision Luchon 2001 (França)
- Recebeu o Grand Prize Cinema.

## Curiosidades
Este foi o segundo filme em que os atores John Turturro e Emily Watson atuaram juntos; já haviam feito anteriormente o filme O poder vai dançar, em 1999.